# Municipio de Southampton (condado de Somerset)
El municipio de Southampton (en inglés: Southampton Township) es un municipio ubicado en el condado de Somerset en el estado estadounidense de Pensilvania. En el año 2000 tenía una población de 655 habitantes y una densidad poblacional de 8 personas por km².

## Geografía
El municipio de Southampton se encuentra ubicado en las coordenadas 39°45′01″N 78°50′21″O / 39.75028, -78.83917.

## Demografía
Según la Oficina del Censo en 2000 los ingresos medios por hogar en la localidad eran de $29,167 y los ingresos medios por familia eran $31,719. Los hombres tenían unos ingresos medios de $26,750 frente a los $21,354 para las mujeres. La renta per cápita para la localidad era de $14,149. Alrededor del 11,7% de la población estaban por debajo del umbral de pobreza.